# Правна сила
Правната сила е приложимостта на закон или на друг нормативен акт по време и място (територия). Правната сила е критерий за валидност на закон или друг нормативен акт.
Нормативните актове са едни спрямо други поставени в йерархическа зависимост (степен на приложимост на едни спрямо други) и субординация - виж систематизация на нормативните актове. Също така те имат определено действие във времето, което може да бъде и изначално ограничено, а също така могат да бъдат и муниципални, т.е. тяхното действие да е ограничено до/на дадена територия, примерно наредбите на общинските съвети в България. Тези три критерия определят правната сила на закон или друг нормативен акт.
Конституцията на дадена държава е върховен закон и никой друг нормативен акт не може да противоречи на нейния дух (преамбюл) или на нейни разпоредби.
В България, международните договори влизат в сила след ратификация и обнародване. Те се ползват с предимство, т.е. с по-висока степен на правна сила (тежест) пред онези правни норми на вътрешното законодателство, които им противоречат.